# Cuvierina
Cuvierina is een geslacht van weekdieren uit de klasse van de Gastropoda (slakken).

## Soorten
- Cuvierina astesana (Rang, 1829) †
- Cuvierina atlantica Bé, MacClintock & Currie, 1972
- Cuvierina cancapae A. W. Janssen, 2005
- Cuvierina columnella (Rang, 1827)
- Cuvierina intermedia (Bellardi, 1873) †
- Cuvierina jagti A. W. Janssen, 1995 †
- Cuvierina ludbrooki (Caprotti, 1962) †
- Cuvierina pacifica A. W. Janssen, 2005
- Cuvierina torpedo (P. Marshall, 1918) †
- Cuvierina tsudai Burridge, A. W. Janssen & Peijnenburg, 2016
- Cuvierina urceolaris (Mörch, 1850)